# Các tính năng mới trên Windows XP
Tính năng trên Windows XP có giai đoạn gồm có giao diện người dùng không thể hỗ trợ với hệ điều hành Windows 2000 và Windows ME, từng khi được xóa Windows 9x trên các phiên bản.

### Start menu
Start menu đã công bố bởi Microsoft đã tạo ra Start menu trên Windows Whistler từ ban đầu năm 2001, sau khi đến ngày qua năm nữa về Windows XP được Microsoft đã chính thức về Start menu mới có giai đoạn giống dự án trên Windows 95, được xóa trên Windows 9x từng khi có hệ điều hành mới, Start menu được chính thức đã rò rỉ với phần mềm Aero Family Pack trên Windows Vista, nó chính thức với Luna theme nhưng trên Windows Vista đã xóa bỏ.

### Login screen

#### Administrator login
Sau khi ra mắt chính thức bản Beta 3 trên Windows XP, Microsoft công phép với phát triển chính thức Administrator login trên Windows XP, hiện ra những hình đám mây mờ bay lên giữa các màu xanh biển, từng khi nó sử dụng dành cho doanh nghiệp, kinh doanh và thị trường đã sử dụng với Administrator login. Trước khi đó có màn hình Windows XP logo đã hiện ra gần sau Administrator được tính năng giữa logo đó tên là ''Windows XP''.

### Files Explorer
Files Explorer được đặt trên Windows XP vào tháng 1 năm 2001, lúc ban đầu phát hành Windows Whistler Beta 3, nó chính thức giữa các phần mềm Windows Live Essentials và các thư mục Pictures và Music, nó phát triển bởi Windows Live Search và Windows Essentials, chính thức thư mục Pictures đã gắn vào rò rỉ các phần mềm Control Panel của hệ điều hành Windows XP.

### Windows Live Messenger
Windows Live Messenger là phần mềm phát triển Family Pack trên Windows Essentials, nó phát hành vào năm 2001, công bố vào cuối năm 2000. Windows Live Messenger là phần mềm gửi tin nhắn cho bạn bè hoặc dù với kinh doanh gửi các tin nhắn liên hệ giao diện doanh nghiệp.

### Taskbar
Taskbar trên Windows XP đã bao gồm với Windows 9x, taskbar được liên hệ dự án trên Windows 95, gồm với nút logo ''Windows Start'' hiện ra màu xanh bạc và màu xanh lá cây, phát hiện ra hình Windows XP logo từng khi phát triển, nó dùng với chính thức với Zune themes, Royale và Luna theme.

### Internet Explorer 6

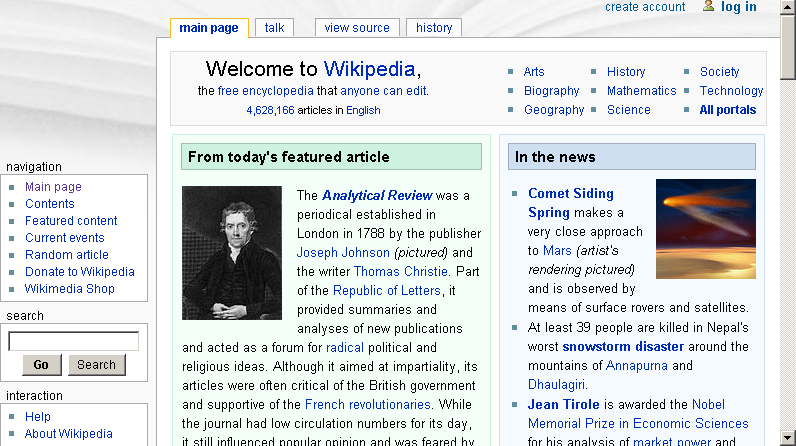
Wikipedia trên Internet Explorer 6 của Windows XP Service Pack 3

Internet Explorer 6 đã hoàn tất các hệ điều hành Windows 2000 và Windows XP từ ngày 27 tháng 8 năm 2001, khai tử vào ngày 3 tháng 1 năm 2012 với hệ điều hành chính thức với Windows XP Service Pack 1, Service Pack 2 và 3. Internet Explorer 6 chính thức tải trên web browser trên Wikipedia, Chrome và nhiều. Nó dựa trên Windows Search trước các gói dịch vụ 2 đã có tính năng trên Windows 2000 được tải Internet Explorer 6, Windows 2000 và Windows XP đã ngưng Internet Explorer 6 đến ngày 3 tháng 1 năm 2012.
- Sau khi khai tử Internet Explorer 6, Microsoft công bố hệ điều hành Windows 2000 và Windows XP sẽ tải phần mềm Internet Explorer 7 với giai đoạn phát triển hơn cả Internet Explorer 6, được phép tải Internet Explorer 8 trên Windows XP.

### Windows Search
Windows Search trên Windows XP có tính năng mới về con vật loài chú chó nâu bạc tên là Rover, chú rất thông minh được phép giúp mọi người dùng Windows Search để tìm kiếm thư mục trên Windows XP, sau khi được giai đoạn trên Internet Explorer 6, nó phép dùng Windows Search đã ngưng lại với Windows XP Service Pack 1.

#### Image wallpaper

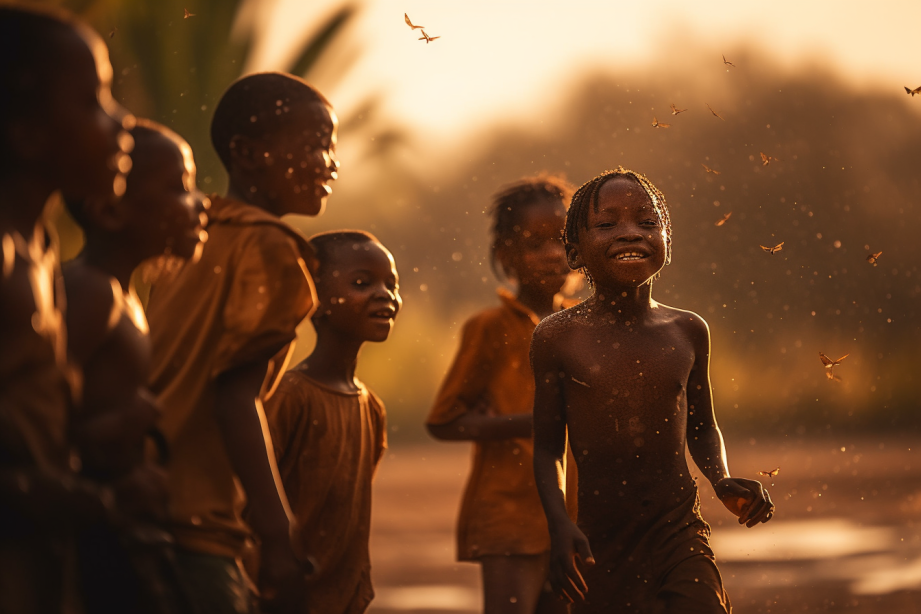
Hình ảnh Bliss năm 1996

Bliss, một bức ảnh đã chụp bởi tác giả Charles O'Rear đã chụp ảnh này ra, với những cánh đồng xanh xanh mềm mềm, với những ngọn đồi phía xa cách khoảng 33m hoặc 29m có các ngọn đồi núi trên khoảng nữa 2 cm giữa cánh đồng xanh, trên trời rất đẹp, có một đám mây tích và mây ti bay phía xa gần ngọn đồi, còn mây tích bay sát vào ngọn đồi xanh xanh, bây giờ ngày nay, hình ảnh Bliss đã xác định tải trên hệ điều hành Windows XP sau khi phát hành.

### Shutdown screen
Shutdown là tắt nguồn trên Windows XP với tính năng các đám mây hiện ra với màu xanh biển bạc, Windows XP logo đã tính ra với chữ ''Windows is shutting down'' là tính năng sắp tắt nguồn xuống, không giống hệt với Windows Vista và Windows 7.

### Files and Settings Transfer Wizard
Files and Settings Transfer Wizard là tính năng giống hệt Windows Easy Transfer, nó là phần mềm chuyển máy cũ gồm với thư mục gì đó sang máy mới với thư mục cũ khác hơn cả Microsoft Windows, với tính năng Windows Easy Transfer, nó vẫn dùng với Easy Transfer ổ cable.

### Windows XP Tour
Windows XP Tour là phần mềm cho cá nhân, kinh doanh và doanh nghiệp tham quan về cố nghiệp với hệ điều hành Windows XP được phát triển kết quả tốt nhanh hơn, Internet nhanh hơn và khác, được phát triển bởi Microsoft, lập phép dùng với Home Edition và Professional.

### Outlook Express

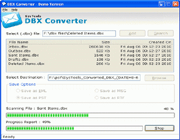
Outlook Express trên Windows XP sau khi đang cài đặt

Outlook Express là phần mềm tính năng với e-mails được hỗ trợ cho kinh doanh và doanh nghiệp được hỗ trợ dành cho Windows Vista và Windows XP phát triển, gồm với tên mã Windows Longhorn trên Windows Vista được phát triển với phần mềm Outlook Express, nó được gửi tin nhắn qua e-mail cho bạn bè hoặc mọi người khác.
Outlook Express là tính năng trước các phát triển với Windows Whistler, đã ngưng với Windows Vista và Windows 7, xóa bỏ bởi Windows 7 đã tốn hại cho Windows Essentials, trên Windows XP, nó liên hệ qua e-mail gồm bạn bè được yêu thích các e-mail đã tốn hại Windows Essentials.

### Theme
Theme là chính thức hình nền trên Windows XP đã xóa bỏ bởi Windows Vista, nó không thể liên hệ Windows XP Theme trên Windows Vista với các phiên bản, nó gồm với Zune theme, Royale theme, Luna theme và khác loại.

### Screensaver
Screensaver trên Windows XP có màn hình nền logo trên Windows XP ẩn trên màu đen bạc, sau khi doanh nghiệp dùng với Screensaver Windows XP logo, được phép Windows XP có giai đoạn trước Screensaver giống hệt với Theme.

### Scroll bars

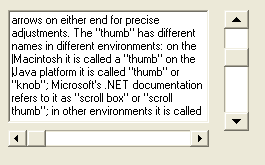
Màn hình Scroll bars trên Windows XP

Scroll bars trên Windows XP được khác loại các text chính thức với Windows XP License, nó dùng với Microsoft.NET và khác loại từng khi có phiên bản mới.

### Hard drive
Hard drive trên Windows XP được tốn hại ngừng vào năm 2012, sau khi kết thúc hỗ trợ, Hard drive đã tốn hại ngừng đập với giai đoạn Service Pack 2 trên Windows XP.

#### Windows Media Player 9

Windows Media Player 9.0 trên Windows XP

Windows Media Player 9 là phần mềm âm nhạc đã phát triển bởi Windows XP Media Center Edition 2005, nó chính thức với Windows XP Home Edition và Professional, Windows Media Player 9 là phiên bản cho dùng với Media Player Skin, với các phiên bản khác, nó không thể dùng với Windows Live Media Player Skin.

### Windows Media Player 8
Windows Media Player 8 trên Windows XP được tải lên bởi Microsoft, nó phát hành giữa năm 2000 với chính thức Windows 2000. Windows Media Player 8 là phần mềm giữa Windows Live Media Player Skin.

### DirectX 9
DirectX 9 được phát hành vào ngày 11 tháng 2 năm 2001, với giai đoạn của Microsoft DirectX, nó là phần mềm sửa chữa các phần mềm trò chơi hoặc sửa chữa trò chơi bị dll mất, DirectX 9 dùng cho mọi người được thiết kế bởi Microsoft, dù với bị ngưng vào ngày 10 tháng 2 năm 2012.

### Game
Solitaire, 3D Pinball, FreeCell và Heart đã tải lên tại phần mềm Games trên Windows XP, nó dựa với phần mềm Games tăng hơn cả phần mềm phát triển Xbox và Xbox Series II, 3D Pinball là phần mềm trò chơi bóng đập dành cho trẻ em tương lai phát triển, Solitaire là phần mềm tán lả dùng cho hai người, hoặc bốn người trên thế giới.

### Demo

Các phần mềm dựa trên Demo của hệ điều hành Windows XP Luna theme

Windows XP Demo có các phần mềm giữa tối đa với Microsoft Office 2003, với hệ điều hành Service Pack 1 và Service Pack 2, nó tốn hại với các Control Panel và các phần mềm đó đã ngưng phát triển vào ngày 14 tháng 3 năm 2012, sau khi kết thúc hỗ trợ phần mềm, MS-DOS Prompt đổi thành Cmd trên Windows XP Demo.

### Task Manager
Task Manager trên Windows XP được dựa các phiên bản ngừng các BSOD của Windows XP, Task Manager là hỗ trợ cho Windows XP ghost và Windows XP Luna, được tốn hại cho crash.exe kiểu là BSOD, với Blue screen death ám ảnh trên Task Manager của Windows XP Professional và Home Edition

### Windows Media Center

Hình ảnh Windows Media Center trên Windows XP Media Center Edition 2005

Windows Media Center là phần mềm chính thức với Media Center Edition, nó chính thức với Pictures, Music, Photo và CD Burning, nó giới thiệu với Video introduction đã tải vào YouTube vào ngày 13 tháng 4 năm 2010, với phiên bản Service Pack 1 trên Windows XP Media Center Edition 2002, phát hành vào ngày 29 tháng 6 năm 2002. Windows Media Center 2005 được liên hệ các phần mềm Xbox Series II, giống hệt Windows XP Games. Windows Media Center cho phép dùng cho thư mục Pictures và Music, đối với Windows Party Mode trên Windows XP Media Center Edition.

#### Media Center Remote
Microsoft cho phép mọi người dùng Windows Media Center bằng Media Center Remote dành cho Windows XP gồm với người cá nhân, nhưng nay cho rằng Media Center Remote đã thay đổi kết thúc hỗ trợ cho Windows XP.

### CD burning

Ổ Đĩa Windows XP Service Pack 2

Windows XP Service Pack 2 được dùng bằng ổ đĩa để cài đặt Windows XP cho Windows Vista hoặc nâng cấp Windows Vista xuống Windows XP, gồm với Service Pack 1, 2 và 3. Nó dùng để cài đặt các phần mềm gói dịch vụ cho Windows XP được tốn hại phát triển vào năm 2002.

### Windows Setup
Windows Setup trên Windows XP có hình màu xanh bạc, màu xanh biển như Memory Diagnostic, phát hiện ra Windows Setup đang chạy với Setup is starting, Windows Setup được kế hoạch trên Windows XP giữa tính năng phát triển cho mọi người, sau khi tải trên boot screen bắt đầu dùng với Windows XP với từ Welcome.

### Boot screen
Boot screen trên Windows XP được phát hiện ra với loading bar xanh xanh, hình trên là Windows XP logo, dùng với Home Edition, Professional, trừ với Media Center Edition và Starter Edition. Nó dùng với hỗ trợ Hardware đã tải trên Windows XP tính năng phát triển tối đa.

### Upgrading
Kết thúc hỗ trợ cho Windows XP được nâng cấp lên Windows 8 và Windows 8.1, đối với nâng cấp Windows 7 đã hết hạn cho Windows XP cài đặt lỗi, Nó dù với cài đặt lên Windows 10 hoặc nhiều lần cách khác để cài.

### Media Player Classic

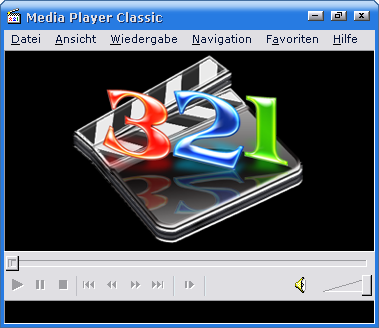
Media Player Classic trên Windows XP

Media Player Classic trên Windows XP là tính năng Classic dành cho Windows XP và Windows 8, nó dùng cho hỗ trợ cùng với Windows XP chính thức âm thanh các tiếng dành cho Windows XP Professional.

### License Agreement
License Agreement là phần mềm dành cho Windows XP Setup sau khi cài đặt, License Agreement là tính năng không giống với Windows 9x, nó khác loại về Windows XP Home Edition và Professional giữa dự án trên Windows 95 và Windows 98.
Cách khác, nó là tính năng giới thiệu về Windows XP, sau khi cài đặt được hỗ trợ cho Windows XP được tăng cả hỗ trợ dùng cho Files Settings Transfer.
- Windows XP
- Windows XP Media Center Edition

- https://microsoft.com/newfeaturesforwindowsxp